# Talavera
Talavera là một chi nhện trong họ Salticidae.

## Hình ảnh

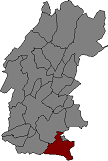
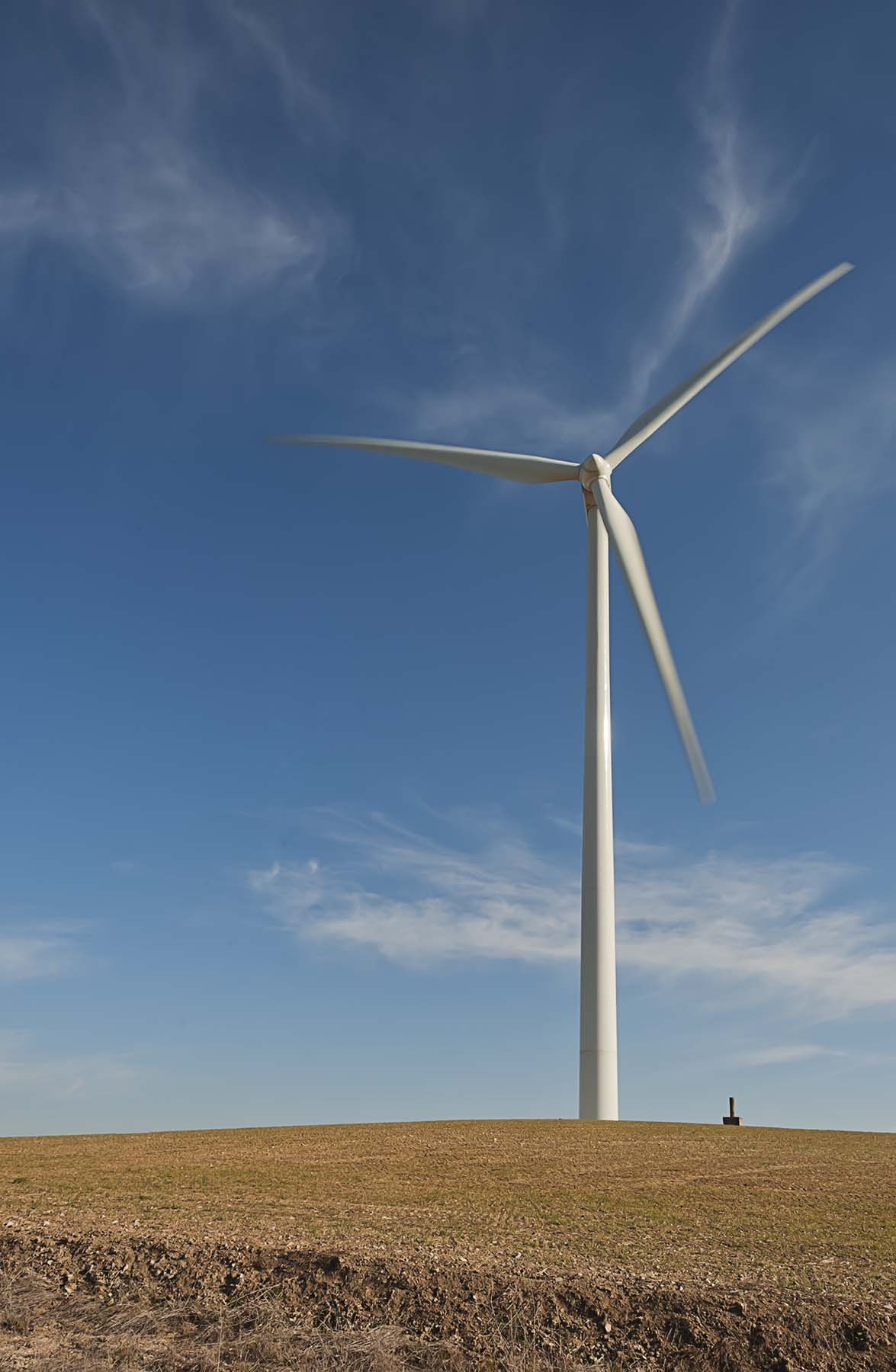
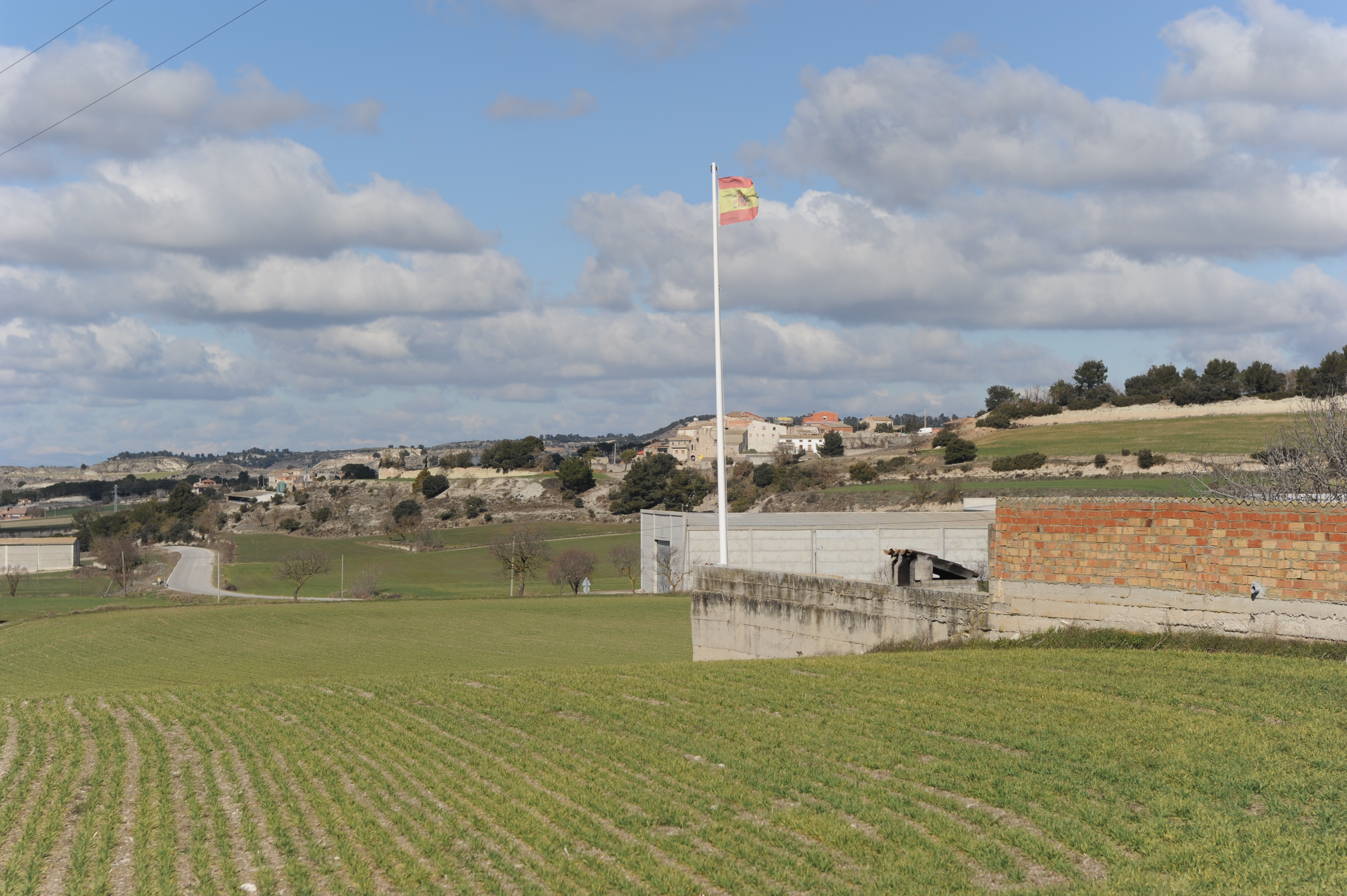